# Ramón Zanabria
Ramón Alberto Zanabria Esteban (Santa Fe; 29 de noviembre de 1948) es un exfutbolista argentino que jugó de centrocampista. Es hermano del también exfutbolista Mario Zanabria.

## Trayectoria
Era apodado 'el pera'  y comenzó como jugador del C.A. Unión junto con su hermano en 1966, donde ese mismo año logró el ascenso a Primera División ganando el torneo de Segunda.
En el Campeonato Metropolitano 1967, descendió tras quedar en la octava posición y en el Campeonato de Primera División B 1968, nuevamente ascendió por estar en tercer lugar del torneo regular.
Con el club estuvo hasta 1970, ya que C.A. Los Andes lo fichó. En 1972, se unió al Gimnasia y Esgrima de La Plata donde tuvo 39 partidos anotanto un gol.
Al siguiente, regresó al Unión donde otra vez, obtuvo el ascenso al Campeonato Metropolitano 1975, tras obtener el subcampeonato de la Primera División B 1974.
Más sin embargo, no jugó ese campeonato porque se fue a Guatemala para jugar con el Comunicaciones junto a sus compatriotas Jorge Garello y Héctor Veira. Posteriormente compartió el equipo de Cobán Imperial, también de Guatemala, con su compatriota José Emilio Mitrovich.

## Clubes
| Club               | País      | Año       |
| ------------------ | --------- | --------- |
| Unión              | Argentina | 1966-1969 |
| Los Andes          | Argentina | 1970-1971 |
| Gimnasia y Esgrima | Argentina | 1972      |
| Unión              | Argentina | 1973-1974 |
| Comunicaciones     | Guatemala | 1975-1978 |
| Cobán Imperial     | Guatemala | 1978-1981 |

## Palmarés

### Títulos nacionales
| Título           | Equipo         | País      | Año     |
| ---------------- | -------------- | --------- | ------- |
| Segunda División | Unión          | Argentina | 1966    |
| Liga Nacional    | Comunicaciones | Guatemala | 1977-78 |

### Títulos internacionales
| Título                           | Equipo         | País      | Año  |
| -------------------------------- | -------------- | --------- | ---- |
| Copa de Campeones de la Concacaf | Comunicaciones | Guatemala | 1978 |